# Абая

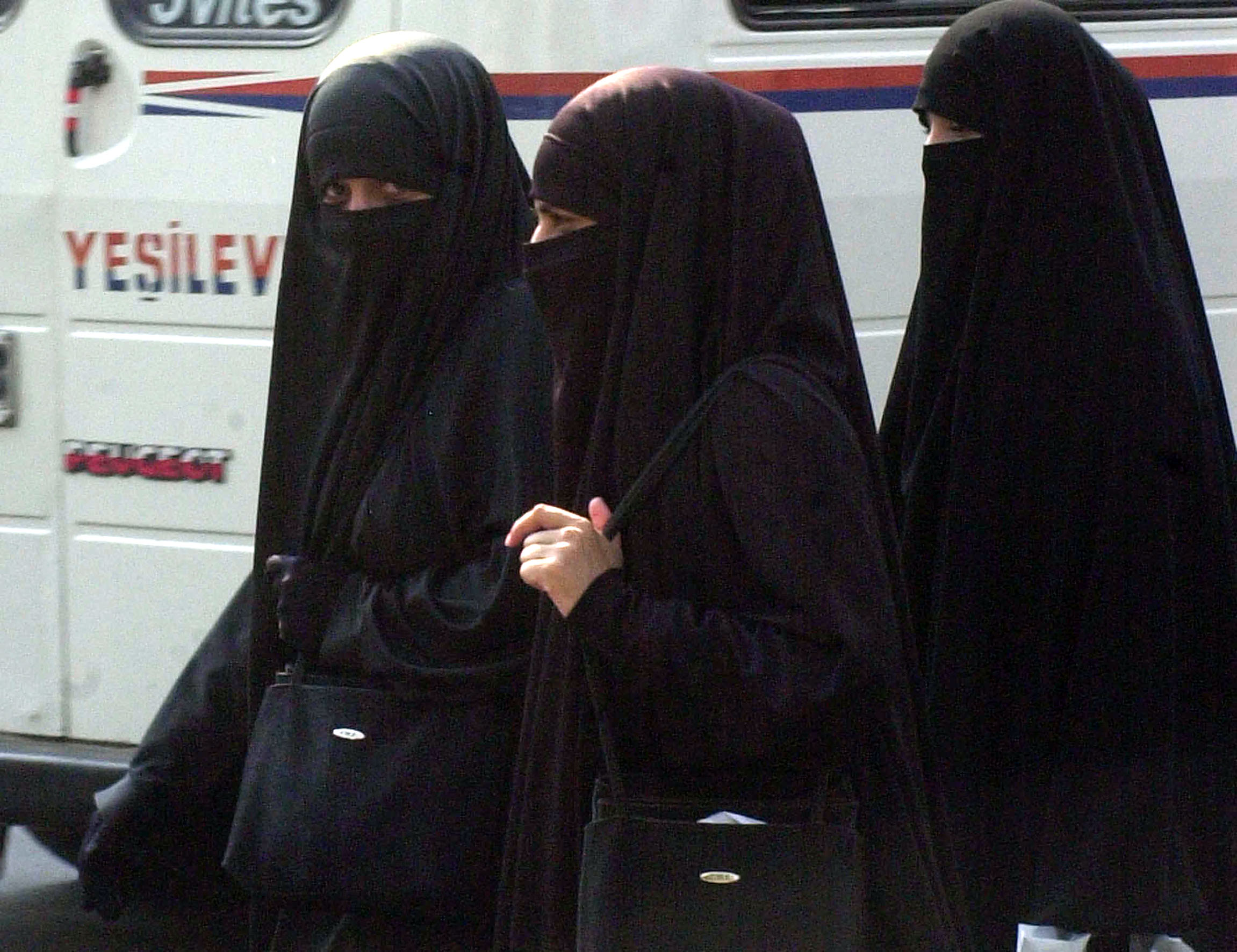

Абая (араб. عباءة) — довга традиційна арабська жіноча сукня з рукавами. Не підперізується.
Призначена для носіння в громадських місцях. Зазвичай чорного кольору, але зустрічаються також різнокольорові. Часто абая рясно прикрашена вишивкою, бісером, стразами. У деяких арабських країнах обов'язковий одяг мусульманок, що надівається разом з хіджабом або нікабом.